# Kỷ Hiểu Phù
Kỷ Hiểu Phù (chữ Hán: 紀曉芙) là một nhân vật nữ hiệp hư cấu thuộc phái Nga Mi đã kết đôi với Quang Minh Tả sứ Dương Tiêu của Minh giáo trong tiểu thuyết kiếm hiệp lừng danh Ỷ Thiên Đồ Long ký của nhà văn Kim Dung.

## Khái quát
Kỷ Hiểu Phù là con gái của Hán vương Kim tiên Kỷ lão anh hùng, nguyên là đồ đệ yêu quý của Diệt Tuyệt Sư Thái trưởng môn phái Nga Mi, đồng thời sớm có hôn ước với Ân Lê Đình của phái Võ Đang, cô cũng được chọn làm đồ đệ ứng cử chức trưởng phái của Diệt Tuyệt Sư Thái.
Một trong Tứ đại Hộ giáo Pháp vương của Minh Giáo là Kim Mao Sư Vương Tạ Tốn đoạt lấy thanh Đồ Long đao không dấu tích, Diệt Tuyệt Sư Thái ra lệnh cho các đệ tử lên đường tìm kiếm.
Khi đi về hướng Đại Thụ Bảo ở Xuyên Tây, Kỷ Hiểu Phù gặp Dương Tiêu và bị hắn quấn chặt không rời. Cuối cùng Kỷ Hiểu Phù rơi vào bẫy của Dương Tiêu và bị hãm hiếp, sau đó Hiểu Phù bị cuốn hút bởi Dương Tiêu và phải lòng hắn. Sau vài tháng, Dương Tiêu bị kẻ địch tấn công, Kỷ Hiểu Phù thừa dịp trốn thoát, nhưng phát hiện mình có thai và bí mật sinh con gái trên núi, đặt tên là Dương Bất Hối.

## Chuyển thể

### Phim truyền hình
- Ỷ Thiên Đồ Long Ký (1986): Dung Huệ Văn
- Ỷ Thiên Đồ Long Ký (2000): Đằng Lệ Danh
- Ỷ Thiên Đồ Long Ký (2003): Đào Hồng
- Ỷ Thiên Đồ Long Ký (2009): Hà Giai Di
- Ỷ Thiên Đồ Long Ký (2019): Ô Tĩnh Tĩnh